# Švédské šance (Podbeskydská pahorkatina)
Švédské šance (německy Schwedenschanze či Schweden redoute) je 299 m vysoký kopec, jehož vrchol leží na katastrálním území obce Horní Moštěnice v okrese Přerov v Olomouckém kraji. Geograficky se nachází nad pravým břehem řeky Moštěnka na Hané. Historicky významný kopec vypínající se nad Hornomoravským úvalem a ležící v Kelčské pahorkatině je převážně nezalesněný s poli, stromy jsou pouze ve vrcholové části. Svahy kopce leží také na území obcí Beňov a Újezdec.

## Historie
V rámci třicetileté války zde v srpnu roku 1643 švédská armáda pod vedením maršála Lennarta Torstenssona vybudovala opevněný polní tábor jako předsunutý opěrný bod proti císařským vojskům vedeným generálem Matyášem Gallasem. Fortifikovaný areál měl šestiboký půdorys. Švédové zde měli 13 000 mužů. Torstensson se snažil s Gallasem střetnout, ale Gallas i přes nespokojenost císařského dvora nic nepodnikl. Nakonec Torstensson 1. září 1643 Švédské šance opustil, vypálil Horní Moštěnice a odtáhl k Tovačovu. Kromě pozůstatků z třicetileté války se zde nacházejí i zbytky vojenských staveb z 20. století, například vojenská pozorovatelna z roku 1927 a pozorovatelna civilní obrany z roku 1954, která byla v roce 1973 upravena a jež má 7 podzemních místností. V roce 1958 byla archeologicky cenná lokalita s dochovanými relikty opevnění zapsána na seznam kulturních památek.

### Masakr na Švédských šancích
V noci z 18. na 19. června 1945 zde došlo k masakru, při kterém bylo zavražděno 265 karpatských Němců, Maďarů a Slováků (občanů z Dobšiné, Kežmarku, Gelnice, Mlynice a Janovy Lehoty), převážně žen a dětí. Masakr provedli příslušníci 17. pěšího pluku ze slovenské Petržalky (bývalí příslušníci 1. československého armádního sboru) vedení poručíkem Obranného zpravodajství Karolem Pazúrem a osvětovým důstojníkem Bedřichem Smetanou. Za komunistického režimu se o masakru mlčelo a do povědomí širší veřejnosti se začal vracet až po Sametové revoluci. Velký podíl na připomenutí této smutné události měl historik a ředitel Muzea Komenského v Přerově František Hýbl. Dne 17. června 2018 byl na Švédských šancích odhalen vysoký kovový kříž s průstřely od střelných zbraní, který je ozdoben trnovou korunou, jehož autorem je Jiří Jurda.

## Geomorfologie
Kopec náleží do geomorfologického podcelku Kelčská pahorkatina, která patří do Podbeskydské pahorkatiny spadající do geomorfologické oblasti Západobeskydské podhůří.

## Přístup
Na vrchol Švédských šancí vede žlutá turistická značka z Přerova pokračující do Beňova.

## Galerie

Pohled na kopec z Horní Moštěnice
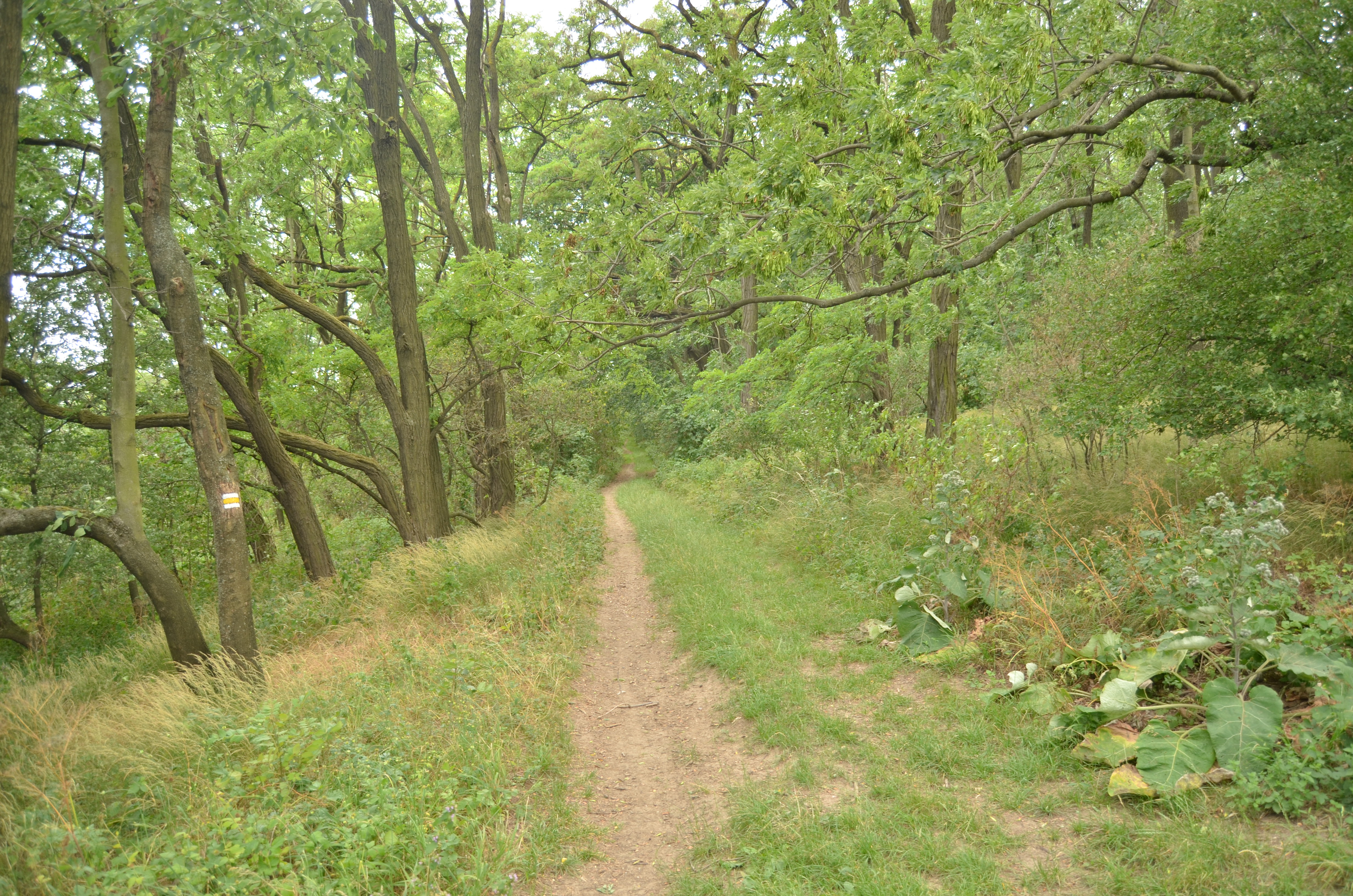
Cesta na vrchol
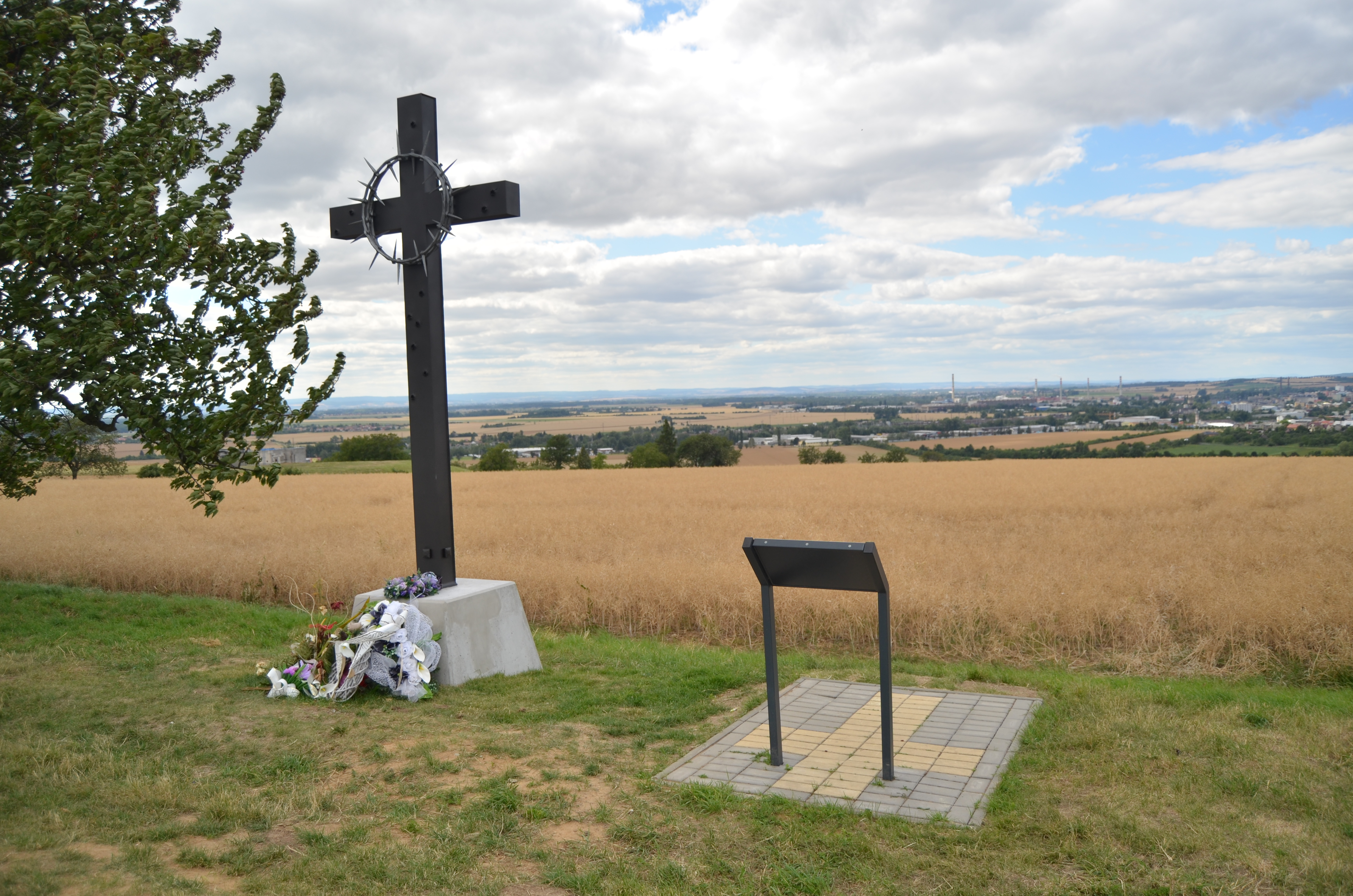
Kovový kříž od Jiřího Jurdy
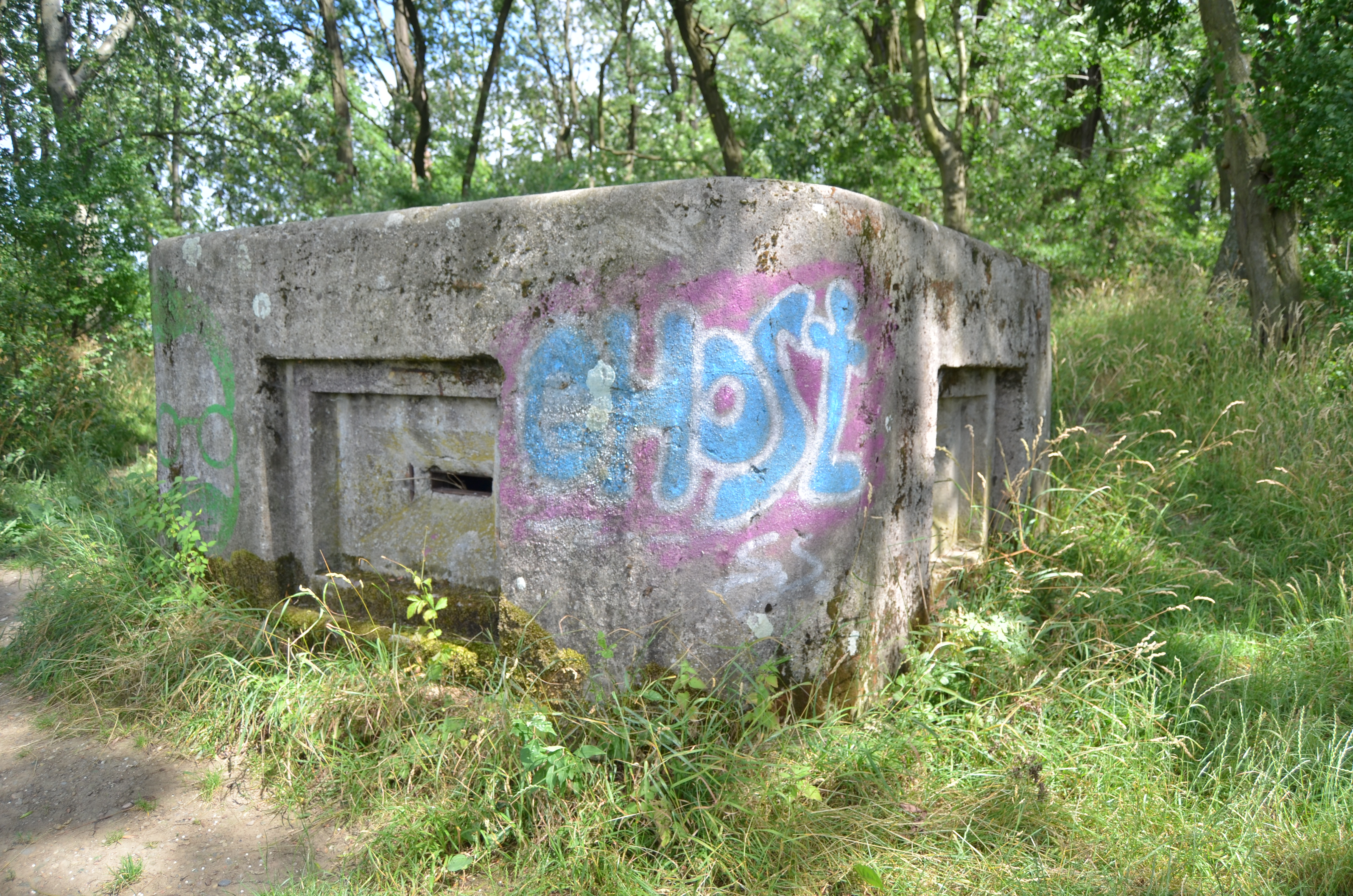
Pozorovatelna civilní obrany
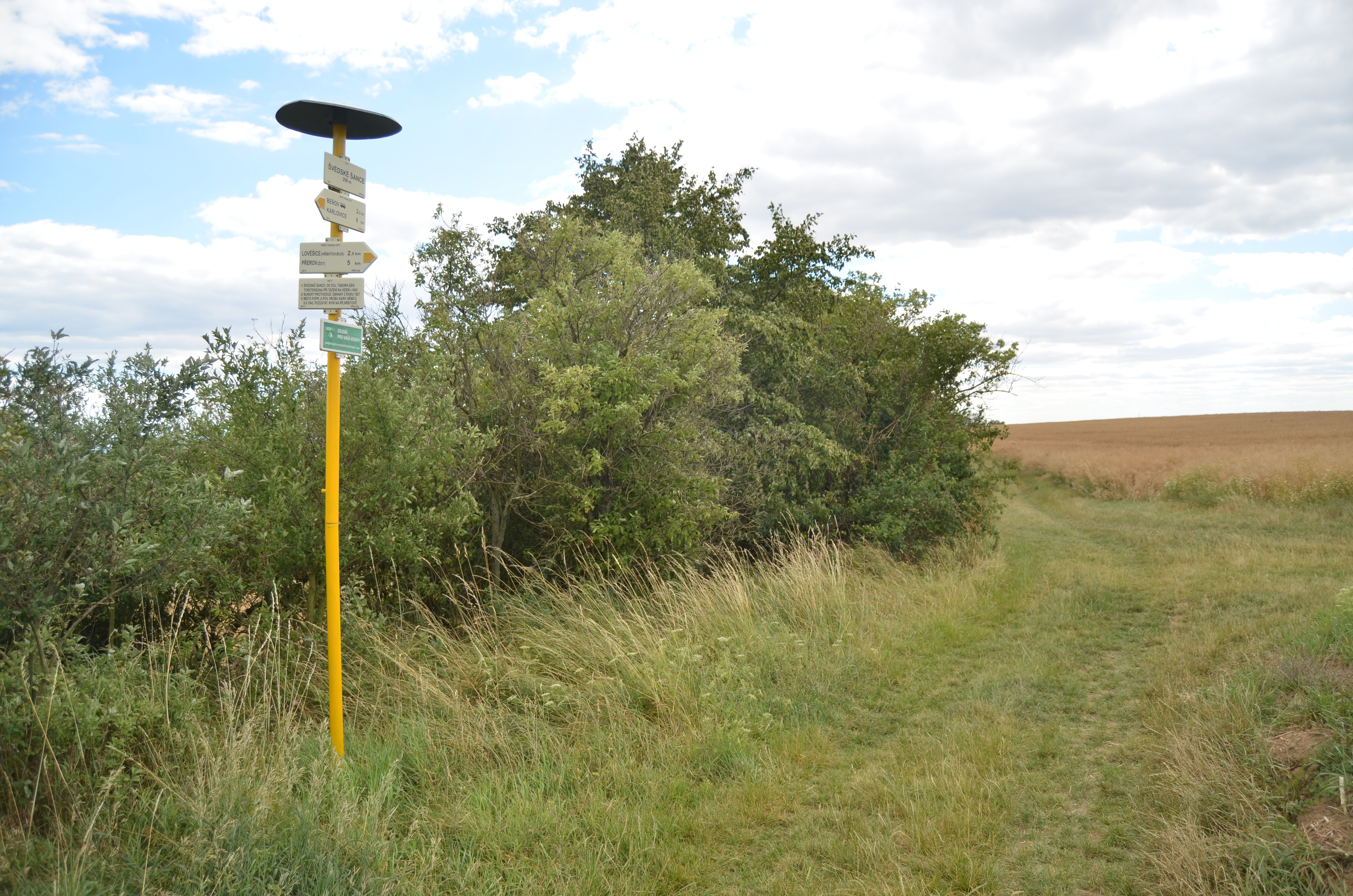
Turistický rozcestník na vrcholu
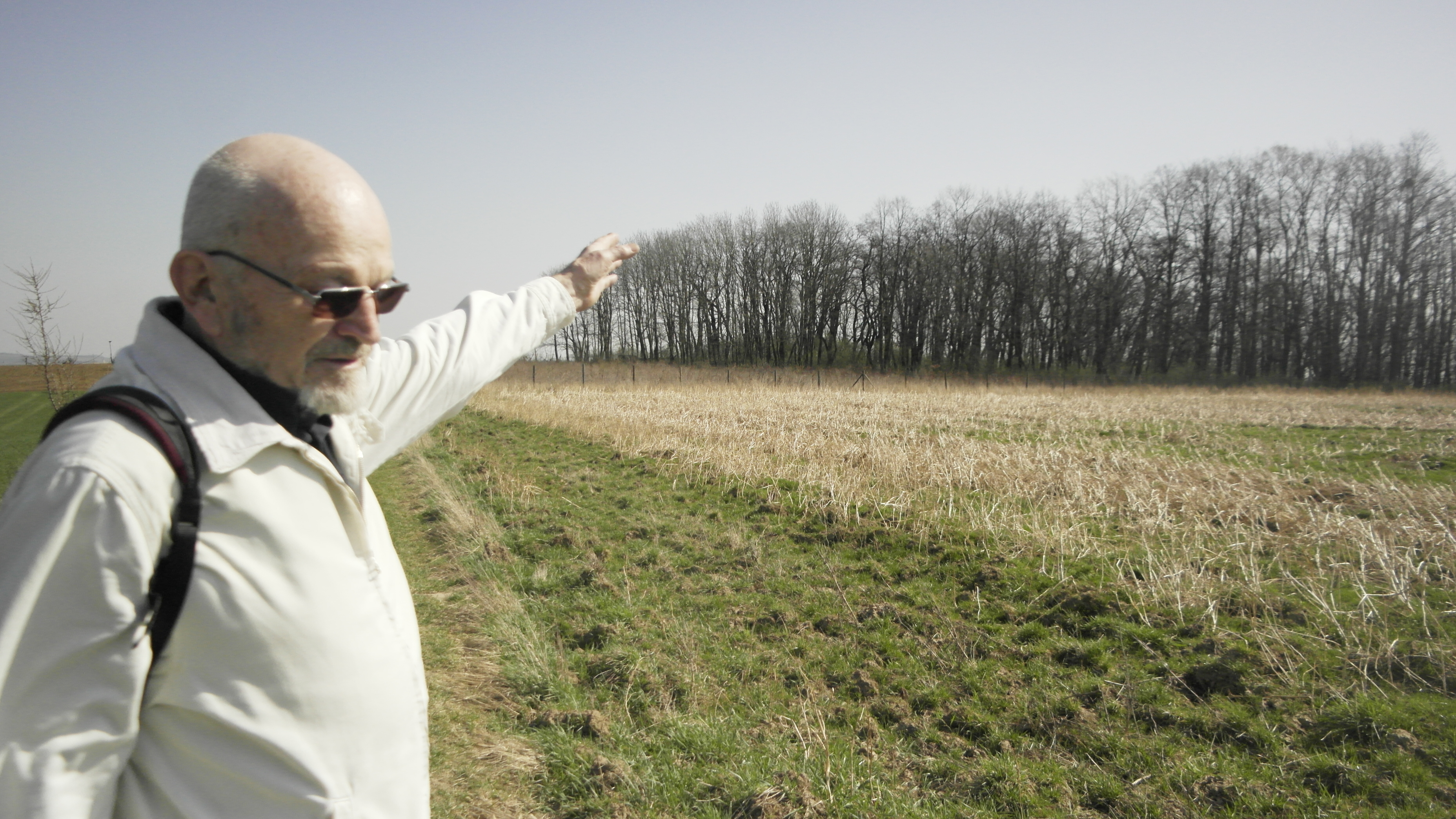
František Hýbl